# Boia
|  | Per a altres significats, vegeu «Lucian Boia». |

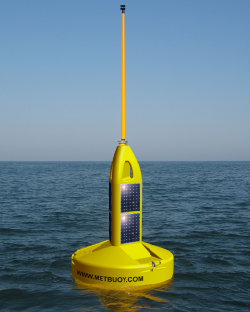
boia meteorològica/boia oceanogràfica gestionada per MDS.

Una boia és un element flotant, generalment situada al mar i ancorada al fons, que pot tenir diverses finalitats, principalment per a l'orientació de les embarcacions.
Sol ser un flotador, generalment buit, inflat amb aire o gas neutre, o ple d'un material sòlid menys dens que l'aigua, com ara l'escuma de poliestirè hidròfoba que evita que el contenidor s'ompli d'aigua o es desinfli, perdent així la seva eficàcia en cas de punxada o fuites després d'un xoc. La flotació s'obté d'acord amb el principi de flotabilitat, perquè la seva massa és menor que la massa del volum d'aigua desplaçada.
També es pot utilitzar:
- Per a mantenir la flotació d'un banyista al mar, llac o piscina
- Com marca en un riu d'aigües braves, en un tobogan d'aigua d'un parc d'atraccions o en un parc aquàtic.
- Per esbarjo sent remolcada amb algú damunt, darrere d'un vaixell a alta velocitat sobre l'aigua .

## Mecanisme de flotació

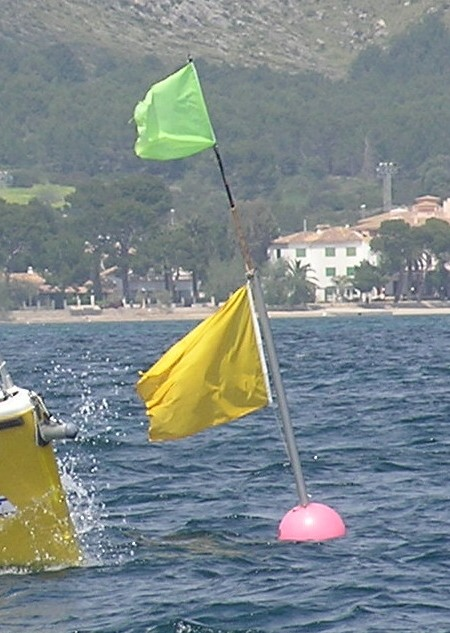
Una boia utilitzada en regates

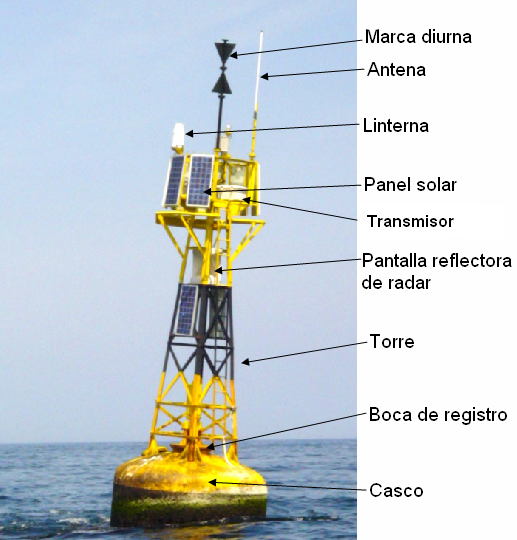
boia utilitzada per abalisament

Les boies generalment són buides i sovint estan inflades amb aire o amb algun gas neutre, encara que també és comú trobar boies farcides d'un material sòlid més lleuger que l'aigua, com pot ser l'escuma de poliestirè, per tal d'impedir que el contingut s'ompli d'aigua o que es desinfli, perdent així la seva eficàcia, en cas d'una punxada o fuga després d'un cop.
La flotació de les boies es deu al Principi d'Arquimedes, ja que la seva massa és inferior a la de la massa del volum d'aigua que desplacen.

## Tipus de boies
Hi ha multitud de tipus de boies, depenent de la finalitat que se'ls doni:
- Les boies de balisament ajuden a la navegació marcant un canal marítim, així com obstacles i àrees administratives, per permetre als vaixells navegar amb seguretat.[2]
- Les boies salvavides, dissenyades per a ser llançades a una persona que hagi caigut a l'aigua, proporcionant flotació. Generalment estan unides mitjançant una corda a l'embarcació, per poder rescatar el nàufrag estirant-la.[3]
- Les boies DART, de detecció de tsunami provocats per sismes submarins, que poden detectar canvis dràstics en la pressió de l'aigua i formen part dels sistemes d'alerta de tsunamis.
- Les boies responedores, que poden ser interrogades mitjançant ones de radar pels vaixells i que responen amb la seva situació i distància a la nau.
- Les sonoboies, utilitzades en la guerra submarina per detectar submarins mitjançant sonar.
- Les boies a la deriva o correntòmetres, tubulars i generalment d'alumini, poden regular per a romandre a un cert nivell de densitat, i així comprovar la velocitat dels corrents marins.
- Les boies meteorològiques i oceanogràfiques, que incorporen sistemes d'adquisició de dades per obtenir dades meteorològiques i oceanogràfiques en alta mar.
- Els submarinistes utilitzen boies amb dues finalitats diferents:[4]
  - Boies d'abalisament, per indicar la seva situació a manera d'emergència, en aquest cas compleixen la mateixa funció que la bandera alfa, encara que el codi de senyals marítims no la reconeix.
  - Boies inflables, per marcar una posició, o com a ajuda per a treure objectes pesats de l'aigua. Es poden inflar amb l'aire comprimit de l'ampolla.[4]
- A les regates, s'usen boies per marcar els punts de viratge (principalment en les regates de vela) o els carrers a usar pels participants (en les de rem).
- A les canyes i xarxes de pesca, la boia és el suro o flotador que es col·loca per evitar que aquestes s'enfonsin, així com per marcar la posició de l'ham o de la xarxa.

El capcer o gall és un flotador ancorat amb un pedral que s'usa per a concentrar peixos, particularment llampugues, a la seva ombra.